# Свидњик (Пољска)
Свидњик (пољ. Świdnik) град је у Пољској у Војводству лублинском. По подацима из 2012. године број становника у месту је био 40 373.

## Становништво
| 2012.  |
| ------ |
| 40 373 |